# Tenay

Tenay este o comună în departamentul Ain din estul Franței.